# 비센티
비센티(이탈리아어: Bisenti)는 이탈리아 아브루초주 테라모도에 위치한 코무네다.

## 전설
이곳에는 예수에게 십자가형을 명령한 유대 속주의 폰티우스 필라투스의 출생지라는 전승이 있다. 참고로 이곳에는 "필라투스의 저택"이라는 로마 시대의 유적지가 있다.